# Thomas Jenkinson (cầu thủ bóng đá người Anh)
Thomas Jenkinson là một cầu thủ bóng đá người Anh thi đấu ở vị trí outside left.

## Sự nghiệp
Sinh ra ở Bradford, Jenkinson kí hợp đồng với Bradford City vào tháng 4 năm 1914 từ Wapping, rời câu lạc bộ năm 1916 để thi đấu ở địa phương. Trong thời gian với Bradford City ông có một lần ra sân ở Football League.